# ヒドロホウ素化
ヒドロホウ素化（ヒドロホウそか）あるいはホウ水素化（ホウすいそか）、ハイドロボレーション (hydroboration) は1956年にハーバート・ブラウンらによって報告された化学反応で、ボランがアルケンまたはアルキンに付加する反応である。この反応の開発によりブラウンは1979年のノーベル化学賞を受賞した。

## 反応
ボランBH3はアルケンに対し、HとBH2に分かれて付加する形をとる。
{\displaystyle {\ce {RCH=CH2 + BH3 -> RCH2CH2BH2}}}
しかし、生成したモノアルキルボランも他のアルケンに対してヒドロホウ素化を起こす。
{\displaystyle {\ce {RCH=CH2 + RCH2CH2BH2 -> (RCH2CH2)2BH}}}
{\displaystyle {\ce {RCH=CH2 + (RCH2CH2)2BH -> (RCH2CH2)3B}}}
この結果、多くの場合にはボランの3つのB-H結合すべてが反応してトリアルキルボランが生成する。
ただし、立体的にかさ高いアルケンの場合にはボランの当量を調整することでモノアルキルボランやジアルキルボランを単離することができる場合もある。このようにして単離したモノアルキルボランやジアルキルボランは別のアルケンやアルキンをヒドロホウ素化する反応剤として用いることが可能である。
なお、ボランは多くの場合2量体(例えばジボラン)を形成しているが、この形ではヒドロホウ素化の反応性は低い。そのため、ボランに配位して単量体に解離させる溶媒や添加剤を用いる必要がある。代表例としてはジエチルエーテルやテトラヒドロフラン、ジメチルスルフィド、トリエチルアミンなどが挙げられる。またこれらの物質とボランの錯体の溶液は市販されているので、それらを用いて反応を行なうことも可能である。

## 反応機構と選択性
ボランのアルケンへの付加は立体特異的であり、syn付加となる。この実験事実からボランのアルケンへの付加は協奏的な1段階の反応機構で進行していると考えられている。付加の前駆体としてアルケンがボランの空軌道に配位した三員環型の構造を持つ錯体を考える説もある。
ボランがアルケンに付加する際の位置選択性は、アルキル置換基の数のより少ない炭素にホウ素が結合し、アルキル置換基の数のより多い炭素に水素が付加する。これはホウ素が水素よりも電気陰性度が低いという電気的要因と、立体的要因に起因する。B-H結合ではBがδ+,Hがδ-を帯びているため、求電子剤であるホウ素はよりアルキル置換基の少ない方の炭素に付加する（ただしホウ素と水素の電気陰性度の差が0.2しかないわりに大きな選択性が発現するため、この考え方には批判もある）。協奏的にボランが付加する時、ホウ素から伸びる結合とアルケンの炭素から伸びる結合はエクリプス型で接近することになる。置換基の少ない炭素にホウ素が付加するほうがこのエクリプス型の接近による反発を小さくなるため有利である。
BH3を用いる限り、位置選択性は大抵の場合完全ではなく、生成するボランは位置異性体の混合物となる。また二置換の内部アルケンでは二つの置換基の立体的な大きさに大きな差異があっても、ほとんど位置選択性は発現しない。このような場合に位置選択性を改善するには先に挙げたような立体的にかさ高い置換基を持つモノアルキルボラン、ジアルキルボランを使用する。このような目的で使用されるアルキルボランとしては、2-メチル-2-ブテンから調製されるジシアミルボラン((Sia)2BH)、2,3-ジメチル-2-ブテンから調製されるテキシルボラン((Thx)BH2)、1,5-シクロオクタジエンから調製される9-ボラビシクロ[3.3.1]ノナン(9-BBN)などが挙げられる。
光学活性なα-ピネンから誘導したジイソピノカンフェニルボラン((Ipc)2BH)を使用するとエナンチオ選択的なヒドロホウ素化を行なうこともできる。また、カテコールボランやピナコールボランのようなアルコキシボランはヒドロホウ素化の反応性が低いが、遷移金属触媒を用いると円滑に反応が進行する。
ヒドロホウ素化は室温付近の温度では不可逆であるが、160℃程度まで加熱すると可逆となる。この結果、反応が速度論支配から熱力学支配に変わり、生成物の立体選択性が逆転することがある。

## 応用
アルケンのHX型化合物の付加反応では多くの場合Xの方がアルキル置換基の数の多い方へ付加するマルコフニコフ則に従う位置選択性を示すのに対し、ヒドロホウ素化はそれとは逆の位置選択性を示す。そのため、一旦ヒドロホウ素化でホウ素を導入した後、ホウ素を別の官能基に置換することで通常の付加と相補的な合成法となり極めて有用である。代表的な例がヒドロホウ素化に続いて酸化を行なうことでホウ素をヒドロキシル基に置換するアルコールの合成法である。

### ヒドロホウ素化-酸化
アルキルボランは過酸化水素と塩基により処理することで、ホウ素をヒドロキシル基に置換することができる。この反応はホウ素にヒドロペルオキシイオンが付加した後、ホウ素上のアルキル基が1,2-転位して水酸化物イオンが脱離してホウ酸エステルへと変化し、それが加水分解される機構で進行する。
{\displaystyle {\ce {(RCH2CH2)3B + 3H2O2 + 3NaOH -> 3 RCH2CH2OH + Na3BO3 + 3H2O}}}
転位の際のアルキル基の立体配置は保持される。また、アルキルボランをクロロクロム酸ピリジニウム(PCC)で酸化すると直接アルデヒドまたはケトンを合成することもできる。

### アミノ化
クロラミンやヒドロキシアミンスルホン酸、アルキルアジドのように窒素上に脱離基を持つ反応剤でアルキルボランを処理するとヒドロホウ素化-酸化と同様の機構でアミノ化を行なうことができる。

### プロトン化
ホウ素は半金属であるため、多くの有機金属化合物と同じようにアルキルボランを酸と反応させるとホウ素を水素で置換できるように思える。実際にはアルキルボランは塩酸や硫酸のような無機の酸に対してはかなり安定でこの反応を行なうのは難しい。しかし、カルボン酸とともに加熱するとこの反応を行なうことができる。

### カップリング反応
アルキルボランはパラジウム触媒を用いてハロゲン化アルケニルやハロゲン化アリールとクロスカップリングさせることができる。